# Teater Vanessa
Teater Vanessa är en ideellt driven experimentteater i Lund, Sverige som bildades 1992 av författarna Lise Drougge och Lilian Goldberg. Grundarna skrev från början själva alla pjäser; från 1994 har Lise Drougge ensam lett teatern och författat hela repertoaren. Enligt tidningsintervjuer är Vanessas drivkraft dels att spela starka kvinnoroller, dels att vara en uppstickare gentemot den "skåpmat" som Drougge anser dominerar de stora teatrarna.
Gruppen är uppkallad efter den brittiska skådespelerskan Vanessa Redgrave. Hennes roll i filmen En månad vid sjön (1995) har inspirerat till Drougges komedi Händelser på Spa (1999)  för Teater Vanessa.
Teater Vanessa började sin verksamhet på Källarteatern, belägen på väster i Lund. Hösten 2003 flyttade den till Södra Sandby, en by inom Lunds kommun, och har nu (2006) sin hemmascen på där. Skådespelarna är amatörer och engageras för en bestämd uppsättning, inte för en viss tidsperiod.  Några år efter start bildades en barngrupp och numera finnes därutöver en tonårsgrupp, en vuxengrupp och en seniorgrupp. Under årens lopp har tre-fyrahundra skådespelare kommit och gått. Ett trettiotal pjäser har skrivits och spelats, en del i flera versioner för att passa den just då aktuella ensemblen. De flesta är komedier, ibland pastischer på klassiska verk, men dramapjäser och musikaler spelas också.
Barnpjäser och kortare komedier spelas ofta på Vanessas teatercafé, då skådespelare och publik efter föreställningen möts över en kopp kaffe. 

## Fotnoter
1. ↑  All information i denna artikel är där inte annat anges tagen från Vanessas hemsida.
2. ↑  Intervju med Lise Drougge i Sydsvenska Dagbladet n 25.1 -95.
3. ↑   Intervju i Arbetet 25.1 -95.
4. ↑  De finns listade på Lise Drougges hemsida och står till andra gruppers förfogande via Amatörteaterns Riksförbunds Arkiverad 16 juli 2007 hämtat från the Wayback Machine. pjäsbibliotek.